# Conrad Poul Emil Brummerstedt

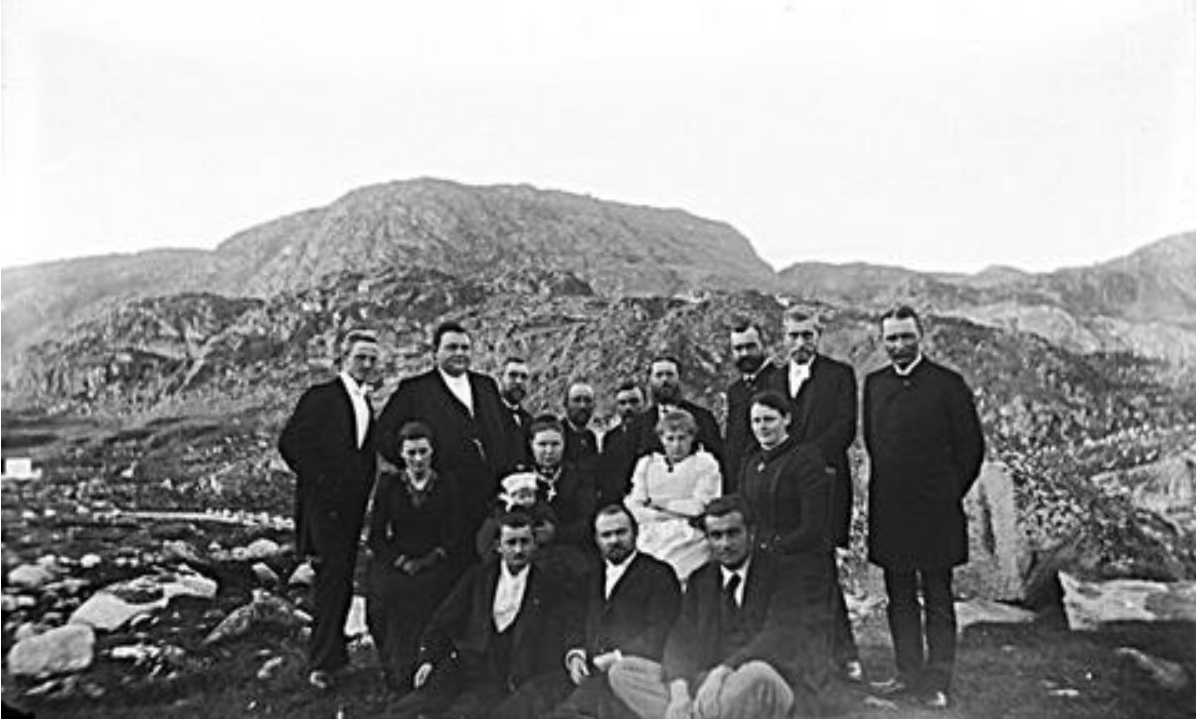
Conrad Poul Emil Brummerstedt (oben, sechster von links) und seine Frau (mittig, zweite von links)

Conrad Poul Emil Brummerstedt (* 28. Juni 1857 in Frederiksberg; † 30. Oktober 1939 in Fredensborg) war ein dänischer Kaufmann und kommissarischer Inspektor in Grönland.

## Leben
Conrad Poul Emil Brummerstedt war das älteste von sechs Kindern des Offiziers Erik Conrad Frederik Brummerstedt (1818–1896) und seiner Frau Cecilie Christiane Emilie Rosengren (1830–1908). Er kam jung in eine Lehre im Manufakturhandel, bevor er sich 1875 in Dienste von Den Kongelige Grønlandske Handel begab und als Volontär in der Buchhaltung angestellt wurde. 1876 kam er als Volontär nach Sisimiut. Dort wurde er am 31. Dezember 1878 als Handelsassistent angestellt. 1881 wurde er kommissarisch zum Kolonialverwalter in Nuuk ernannt.
Er war für sein empfindsames und zartes Gemüt bekannt und lernte außerordentlich schnell und gut die grönländische Sprache und hatte anschließend engen Kontakt zur grönländischen Bevölkerung. Bereits 1880 bekam er mit der 16 Jahre älteren Witwe Marthe Naomi Pernille Kleist geb. Olsen (1841–?) den unehelichen Sohn James Karl Kristian Johannes Brummerstedt, über den er Nachkommen in Grönland hat. Am 28. August 1882 heiratete er in Nuuk Anna Johanne Kathrine Mathiesen (1865–1932), Tochter des dänischen Kolonialverwalters Jonathan Mathiesen (1814–1885) und seiner Frau Juliane Ottine Wiberg (1834–1909). Aus der Ehe gingen vier Kinder hervor:
- Jonathan Johannes Conrad Brummerstedt (1883–um 1918)
- Emilie Juliane Brummerstedt (1885–?), verheiratet mit Ingenieur Axel Viggo Emil von Holstein-Rathlou (1882–?)
- Peter Hannes Brummerstedt (1887–1923)
- Gerda Inger Brummerstedt (1900–1993), verheiratet mit Beamtem Einar Larsen (1897–1952)

1883 wurde er Handelsassistent in Qaqortoq und im Folgejahr auch dort kommissarisch zum Kolonialverwalter ernannt. Am 6. Februar 1885 wurde er fest als Kolonialverwalter angestellt und kurz darauf nach Sisimiut gesandt. In dieser Zeit wurde der Kolonialdistrikt von amerikanischen Fischerbooten besucht und Brummerstedt erhielt großes Ansehen dafür, die Bevölkerung von diesen „demoralisierenden Besuchen“ abzuschirmen. Von 1888 bis 1889 erhielt er ein Jahr Heimaturlaub. 1891 wurde er Kolonialverwalter in Nuuk. Dort übernahm er kommissarisch das Amt des Inspektors von Südgrönland von Johan Carl Joensen, der seit 1890 Carl Ryberg vertrat, aber jetzt nach Nordgrönland versetzt worden war. 1892 konnte Brummerstedt das Amt an den neuen Inspektor Edgar Christian Fencker übergeben. Zugleich wurde er als Kolonialverwalter in Qaqortoq angestellt. Von 1895 bis 1896 erhielt er ein weiteres Mal Urlaub. 1902 ließ er sich erneut beurlauben, kehrte aber nicht mehr zurück, sondern ließ sich am 14. Januar 1903 pensionieren. Sein Abschied erregte großes Bedauern bei der Bevölkerung. Er vermisste jedoch Grönland und kehrte 1903 und 1905 als Leiter zweier Expeditionen an seine ehemalige Wirkungsstätte zurück. Er starb erst 1939 im Alter von 82 Jahren in Fredensborg.